# Mischocarpus grandissimus
Mischocarpus grandissimus är en kinesträdsväxtart som först beskrevs av Ferdinand von Mueller, och fick sitt nu gällande namn av Radik.. Mischocarpus grandissimus ingår i släktet Mischocarpus och familjen kinesträdsväxter. Inga underarter finns listade i Catalogue of Life.